# Toby Jones
Toby Jones (London, 1966. szeptember 7. –) angol színész.
Legismertebb alakítása Dr. Arnim Zola a Marvel-moziuniverzum filmjeiben. Ebben a szerepben elsőként a 2011-es Amerika Kapitány: Az első bosszúálló című filmben tűnt fel, ezt követte a Amerika Kapitány: A tél katonája (2014).

## Élete
Londonban született. A szülei Jennifer Heslewood és Freddie Jones. Két testvére vam: Rupert, rendező és Casper, színész.

## Filmográfia

### Film
| Év   | Magyar cím                                   | Eredeti cím                                         | Szerep                                 | Magyar hang      |
| ---- | -------------------------------------------- | --------------------------------------------------- | -------------------------------------- | ---------------- |
| 1992 | Orlando                                      | Orlando                                             | parkolóinas                            |                  |
| 1993 | Mezítelenül                                  | Naked                                               | férfi a teázóban                       |                  |
| 1993 |                                              | Dropping the Baby (rövidfilm)                       | Babyman                                |                  |
| 1994 |                                              | Triphony                                            | férfi a tűznél                         |                  |
| 1998 | Betti néni                                   | Cousin Bette                                        | férfi a kávézóban                      |                  |
| 1998 | A nyomorultak                                | Les Misérables                                      | ajtónálló                              |                  |
| 1998 | Örökkön-örökké                               | Ever After                                          | apród                                  |                  |
| 1999 | Jeanne d’Arc – Az orléans-i szűz             | The Messenger: The Story of Joan of Arc             | angol bíra                             |                  |
| 1999 | A sátán mágusa                               | Simon Magus                                         | Buchholz                               |                  |
| 2000 |                                              | Hotel Splendide                                     | konyhásfiú                             |                  |
| 2000 |                                              | The Nine Lives of Tomas Katz                        | közszolga                              |                  |
| 2002 | Harry Potter és a Titkok Kamrája             | Harry Potter and the Chamber of Secrets             | Dobby, a házimanó (hangja)             | Cseke Péter      |
| 2004 | Hölgyek levendulában                         | Ladies in Lavender                                  | Hedley                                 |                  |
| 2004 | Én, Pán Péter                                | Finding Neverland                                   | Smee                                   |                  |
| 2005 | Mrs. Henderson bemutatja                     | Mrs Henderson Presents                              | Gordon                                 |                  |
| 2006 | Füles                                        | Scoop                                               | Joe útitársa (stáblistán nem szerepel) |                  |
| 2006 | A hírhedt                                    | Infamous                                            | Truman Capote                          | Háda János       |
| 2006 | A szabadság himnusza                         | Amazing Grace                                       | Clarence hercege                       | Szokol Péter     |
| 2006 |                                              | The Sickie (rövidfilm)                              | Douglas Knott                          |                  |
| 2006 | Színes fátyol                                | The Painted Veil                                    | Waddington                             | Kerekes József   |
| 2007 | A köd                                        | The Mist                                            | Ollie Weeks                            | Forgács Gábor    |
| 2007 | Éjjeli őrjárat                               | Nightwatching                                       | Gerard Dou                             | Bolla Róbert     |
| 2007 | St. Trinian’s – Nem apácazárda               | St Trinian's                                        | Bursar                                 | Scherer Péter    |
| 2008 | Szikraváros                                  | City of Ember                                       | Bardon Snode                           | Balázsi Gyula    |
| 2008 | Frost/Nixon                                  | Frost/Nixon                                         | Swifty Lazar                           | Szokol Péter     |
| 2008 | George W. Bush élete                         | W.                                                  | Karl Rove                              | Kapácsy Miklós   |
| 2009 | Teremtés                                     | Creation                                            | Thomas Huxley                          | Kerekes József   |
| 2009 | St. Trinian's 2. – A Fritton-arany legendája | St Trinian's 2: The Legend of Fritton's Gold        | Bursar                                 | Pálfai Péter     |
| 2010 |                                              | Sex & Drugs & Rock & Roll                           | Hargreaves                             |                  |
| 2010 | Harry Potter és a Halál ereklyéi 1.          | Harry Potter and the Deathly Hallows – Part 1       | Dobby, a házimanó (hangja)             | Seszták Szabolcs |
| 2010 |                                              | Virginia                                            | Max                                    |                  |
| 2011 | A rítus                                      | The Rite                                            | Matthew atya                           | Berzsenyi Zoltán |
| 2011 | Király!                                      | Your Highness                                       | Julie                                  | Elek Ferenc      |
| 2011 | Amerika Kapitány: Az első bosszúálló         | Captain America: The First Avenger                  | Arnim Zola                             | Háda János       |
| 2011 | Suszter, szabó, baka, kém                    | Tinker Tailor Soldier Spy                           | Percy Alleline                         | Gyabronka József |
| 2011 | Egy hét Marilynnel                           | My Week with Marilyn                                | Arthur P. Jacobs                       | Berzsenyi Zoltán |
| 2011 | Tintin kalandjai                             | The Adventures of Tintin: The Secret of the Unicorn | Silk (hang és motion capture)          |                  |
| 2012 | Az éhezők viadala                            | The Hunger Games                                    | Claudius Templesmith                   | Kapácsy Miklós   |
| 2012 | A gyilkos médium                             | Red Lights                                          | Paul Shackleton                        | Gyabronka József |
| 2012 | Hófehér és a vadász                          | Snow White and the Huntsman                         | Coll                                   | Scherer Péter    |
| 2012 |                                              | Berberian Sound Studio                              | Gilderoy                               |                  |
| 2013 | Az éhezők viadala: Futótűz                   | The Hunger Games: Catching Fire                     | Claudius Templesmith                   | Kapácsy Miklós   |
| 2013 |                                              | Words of Everest                                    | Jan Morris                             |                  |
| 2013 | Indulj, hogy maradj!                         | Leave to Remain                                     | Nigel                                  | Besenczi Árpád   |
| 2013 |                                              | Hardwire (rövidfilm)                                | Max                                    |                  |
| 2014 | Muppet-krimi: Körözés alatt                  | Muppets Most Wanted                                 | múzeumi őr                             |                  |
| 2014 | Amerika Kapitány: A tél katonája             | Captain America: The Winter Soldier                 | Dr. Arnim Zola                         | Háda János       |
| 2014 | A fegyver törvénye                           | By the Gun                                          | Jerry                                  | Kassai Károly    |
| 2014 | Serena                                       | Serena                                              | McDowell seriff                        | Kapácsy Miklós   |
| 2015 | Szörnyek és szerelmek                        | Tale of Tales                                       | Highhills király                       |                  |
| 2015 |                                              | By Our Selves                                       | John Clare                             |                  |
| 2015 | Az ember, aki ismerte a végtelent            | The Man Who Knew Infinity                           | John Littlewood                        | Kassai Károly    |
| 2016 | Az ükhadsereg                                | Dad’s Army                                          | Mainwaring százados                    | Kapácsy Miklós   |
| 2016 | Anthropoid                                   | Anthropoid                                          | Hajský bátya                           | Kapácsy Miklós   |
| 2016 | Morgan                                       | Morgan                                              | Dr. Simon Ziegler                      | Epres Attila     |
| 2016 |                                              | Kaleidoscope                                        | Carl                                   |                  |
| 2017 | Atomszőke                                    | Atomic Blonde                                       | Gray                                   | Scherer Péter    |
| 2017 |                                              | Happy End                                           | Lawrence Bradshaw                      |                  |
| 2017 |                                              | The Entertainer (rövidfilm)                         | Paul Limp                              |                  |
| 2017 | Az utazás vége                               | Journey's End                                       | Mason                                  | Kerekes József   |
| 2017 | Hóember                                      | The Snowman                                         | Svenson                                | Znamenák István  |
| 2017 | Mentsük meg az elefántot                     | Zoo                                                 | Charlie                                |                  |
| 2018 |                                              | Normandie nue                                       | Newman                                 |                  |
| 2018 | Jurassic World: Bukott birodalom             | Jurassic World: Fallen Kingdom                      | Mr. Eversoll                           | Gyabronka József |
| 2018 | Barátom, Róbert Gida                         | Christopher Robin                                   | Bagoly (hangja)                        | Balázs Péter     |
| 2018 |                                              | Out of Blue                                         | Ian Strammi                            |                  |
| 2019 |                                              | First Cow                                           | Chief Factor                           |                  |
| 2020 | Az utolsó akarat                             | The Last Thing He Wanted                            | Paul Schuster                          | Pál Tamás        |
| 2020 | Teremtőm                                     | Archive                                             | Vincent Sinclair                       | Kapácsy Miklós   |
| 2021 | Végtelen                                     | Infinite                                            | Bryan Porter                           | Gyabronka József |
| 2021 | Louis Wain rendkívüli élete                  | The Electrical Life of Louis Wain                   | Sir William Ingram                     |                  |
| 2021 | A fiú, akit Karácsonynak hívnak              | A Boy Called Christmas                              | Topo atya                              | Gyabronka József |
| 2022 |                                              | A Moral Man                                         | Philip                                 |                  |
| 2022 | A csoda                                      | The Wonder                                          | Dr. McBrearty                          | Gyabronka József |
| 2022 | A fény birodalma                             | Empire of Light                                     | Norman                                 |                  |
| 2022 | Halványkék szemek                            | The Pale Blue Eye                                   | Dr. Daniel Marquis                     | Gyabronka József |
| 2023 | Tetris                                       | Tetris                                              | Robert Stein                           |                  |
| 2023 | Indiana Jones és a sors tárcsája             | Indiana Jones and the Dial of Destiny               | Basil Shaw                             | Kapácsy Miklós   |
| 2023 |                                              | The Canterville Ghost                               | tiszteletes (hangja)                   |                  |
| 2024 | A felbujtók                                  | The Instigators                                     | Alan Flynn ügyvéd                      |                  |

### Televízió

#### Tévéfilm
| Év   | Magyar cím                      | Eredeti cím                     | Szerep           | Megjegyzések                    |
| ---- | ------------------------------- | ------------------------------- | ---------------- | ------------------------------- |
| 1996 |                                 | Death of a Salesman             | pincér           | stáblistán nem szerepel         |
| 1999 |                                 | Underground                     | Beast            |                                 |
| 2001 | Szerelem a fegyverek árnyékában | In Love and War                 | Bolo             |                                 |
| 2001 |                                 | Love or Money                   | Phil             |                                 |
| 2006 |                                 | A Harlot's Progress             | William Hogarth  |                                 |
| 2007 |                                 | The Old Curiosity Shop          | Daniel Quilp     |                                 |
| 2010 |                                 | Mo                              | Dr Mark Glaser   |                                 |
| 2011 | Christopher és a hozzá hasonlók | Christopher and His Kind        | Gerald Hamilton  |                                 |
| 2012 | Hitchcock és Tippi Hedren       | The Girl                        | Alfred Hitchcock | magyar hangja: Berzsenyi Zoltán |
| 2013 |                                 | Murder on the Victorian Railway | narrátor         |                                 |
| 2014 |                                 | Marvellous                      | Neil Baldwin     |                                 |
| 2021 |                                 | Danny Boy                       | Phil Shiner      |                                 |

#### Sorozat
| Év        | Magyar cím                                         | Eredeti cím                                       | Szerep                      | Megjegyzések                                                                   |
| --------- | -------------------------------------------------- | ------------------------------------------------- | --------------------------- | ------------------------------------------------------------------------------ |
| 1993      |                                                    | Lovejoy                                           | Protheroe őrmester          | 1 epizód                                                                       |
| 1994      |                                                    | Cadfael                                           | Griffin                     | 1 epizód                                                                       |
| 1995      |                                                    | Performance                                       | Wart                        | 1 epizód                                                                       |
| 1998      |                                                    | Numbertime                                        | Tim                         | 10 epizód                                                                      |
| 1998      |                                                    | Out of Hours                                      | Martin Styles               | minisorozat (6 epizód)                                                         |
| 1999      | Arisztokraták                                      | Aristocrats                                       | Ste Fox                     | minisorozat (4 epizód)                                                         |
| 1999–2000 | Kisvárosi gyilkosságok                             | Midsomer Murders                                  | Dan Peterson                | 4 epizód                                                                       |
| 2001      | Viktória és Albert                                 | Victoria & Albert                                 | Edward Oxford               | minisorozat (2 epizód)                                                         |
| 2001      | Így élünk most                                     | The Way We Live Now                               | Squercum                    | minisorozat (1 epizód)                                                         |
| 2002      |                                                    | 15 Storeys High                                   | Mr. Roberts                 | 1 epizód                                                                       |
| 2005      |                                                    | Coming Up                                         | Simon                       | 1 epizód                                                                       |
| 2005      | Elizabeth                                          | Elizabeth I                                       | Robert Cecil                | - minisorozat (2 epizód) - magyar hangja: - Kerekes József - Háda János        |
| 2007      |                                                    | The Last Detective                                | Bennett                     | 1 epizód                                                                       |
| 2010      | Ki vagy, doki?                                     | Doctor Who                                        | Az álom lord                | 1 epizód (Amy választása)                                                      |
| 2010      | Agatha Christie: Poirot                            | Agatha Christie's Poirot                          | Samuel Ratchett             | - 1 epizód (Gyilkosság az Orient expresszen) - magyar hangja: - Kapácsy Miklós |
| 2012      |                                                    | Titanic                                           | John Batley                 | minisorozat (4 epizód)                                                         |
| 2014–2022 | Fémkeresők                                         | Detectorists                                      | Lance Stater                | 20 epizód                                                                      |
| 2015      | Carter ügynök                                      | Agent Carter                                      | Dr. Arnim Zola              | - 1 epizód (A leszámolás) - magyar hangja:[forrás?] - Háda János               |
| 2015      |                                                    | The Last Days Of...                               | narrátor (hangja)           | 1 epizód                                                                       |
| 2015      |                                                    | Capital                                           | Roger Yount                 | minisorozat (3 epizód)                                                         |
| 2015–2016 |                                                    | Wayward Pines                                     | David Pilcher / Dr. Jenkins | 15 epizód                                                                      |
| 2016      |                                                    | The Secret Agent                                  | Anton Verloc                | minisorozat (3 epizód)                                                         |
| 2016      | A vád tanúja                                       | The Witness for the Prosecution                   | John Mayhew                 | - minisorozat (2 epizód) - magyar hangja: - Gyabronka József - Háda János      |
| 2016      |                                                    | Civil                                             | Otis O'Dell                 | próbaepizód                                                                    |
| 2017      | Sherlock                                           | Sherlock                                          | Culverton Smith             | - 1 epizód (A hazug detektív) - magyar hangja:[forrás?] - Scherer Péter        |
| 2019      |                                                    | Don't Forget the Driver                           | Pete                        | minisorozat (6 epizód) társalkotó és író                                       |
| 2019      | A Sötét Kristály – Az ellenállás kora              | The Dark Crystal: Age of Resistance               | Tekercsőr (hangja)          | - 6 epizód - magyar hangja: - Kassai Károly                                    |
| 2021      | Mi lenne, ha…?                                     | What If...?                                       | Arnim Zola (hangja)         | - 3 epizód - magyar hangja: - Háda János                                       |
| 2021      |                                                    | Worzel Gummidge                                   | bizottsági tag              | 1 epizód                                                                       |
| 2022      | Harry Potter 20. évforduló – Visszatérés Roxfortba | Harry Potter 20th Anniversary: Return to Hogwarts | önmaga                      | különkiadás                                                                    |
| 2022      | Az Angolok                                         | The English                                       | Sebold Cusk                 | minisorozat (1 epizód)                                                         |
| 2023      | A hosszú árnyék                                    | The Long Shadow                                   | Dennis Hoban                | minisorozat (5 epizód)                                                         |
| 2024      |                                                    | Mr Bates vs The Post Office                       | Alan Bates                  | minisorozat (4 epizód)                                                         |
| 2025      |                                                    | A Cruel Love: The Ruth Ellis Story                | John Bickford               | minisorozat (4 epizód)                                                         |